# Чёрное и белое в цвете
«Чёрное и белое в цвете» (фр. La Victoire en chantant) — французский художественный фильм режиссёра Жан-Жака Анно, вышедший на экраны в 1976 году. Дебютный фильм Анно в качестве режиссёра.
Оригинальное название на французском — это 4 первых слова из походной песни, популярной в то время у французских военных — La Victoire en chantant. Фильм также создавали совместно с предприятиями во Франции, Германии, Кот-д’Ивуар и Швейцарии.
В 1976 году фильм был удостоен премии «Оскар» за лучший фильм на иностранном языке.
Не стоит путать с другим фильмом «Чёрные и белые в цвете», снятым режиссёром Леонардо Корбуччи в 2012 году.

## Сюжет
Французская колония в Африке на месте современного Кот-д’Ивуара. Начало 1915 года. Французы готовят местное население к войне с «соседними» германскими колониями. Для этого они одевают и вооружают местное население и воспитывают в них идеальных солдат. Лишь один человек, французский географ, мыслит рационально и осознает ситуацию, сложившуюся в городе. В фильме прослеживается жёсткая антимилитаристская атмосфера. Французская сторона высмеивается ещё больше, чем немецкая.

## В ролях
- Жан Карме — сержант Босли
- Жак Дюфило — Поль Решампо
- Катрин Рувель — Маринет
- Дора Долл — Маривон
- Морис Барье — Каприс